# Tia (figlio di Amonuahsu)
Tia (XIX dinastia) è stato un dignitario egizio, figlio di Amonuahsu.
Sposò Tia, che era figlia del faraone Seti I, ed era stato inoltre tutore di Ramesse quando questi era molto giovane ed in seguito ricevette importanti incarichi, divenne sorvegliante dei tesorieri e del bestiame  di Amon. 
I due coniugi sono ritratti, insieme a Tuia, in una stele conservata oggi a Toronto. Tia è invece raffigurato insieme al padre, a Ramesse e a uno dei suoi figli, in un blocco di pietra, ora a Chicago.